# 大航海世紀 2070
《美麗新世界 2070》是一款城市建造和即時戰略遊戲，於2011年11月17日推出。此遊戲是由Related Designs和Ubisoft Blue Byte共同開發，育碧軟體發行。

## 簡介
背景設定在西元2070年。這時全球暖化已造成兩極冰層融化，而使得海平面大幅上升，限縮了人類生存空間。本作分為三大陣營：伊甸園（The Eden Initiative，簡稱Ecos）、全球信託（Global Trust，簡稱Tycoons）和S.A.A.T.科技集團（S.A.A.T.（Scientific Academy for Advanced Technologies），簡稱Techs）。伊甸園注重環境和永續發展，資源收集較為不足，發展緩慢。全球信託是工業的集合體，發展快速，但帶來環境汙染和資源快速消耗。S.A.A.T.是一支援性科技陣營，當人口達到特定階層的時，可以開啟此陣營。科技陣營具有強大且最先進的科技技術，可與其他陣營作為互補。

## 陣營
- Tycoon：領袖為執行長Skylar Banes。此陣營代表是Global Trust。為2070年地球上大部分能源、工業的集合體。Tycoon擅長收集資源並利用，用以改善居民的生活並提高稅收。Tycoon陣營在初期極具優勢，能快速累積財富，拓展島嶼，但後期資源減少時，優勢下降。工業在遊戲期間造成較Eco陣營多的負面環境影響，電力仰賴燃煤發電和核能發電，生活物資多是負面環境影響較重的產品。而環境改善科技只能將環境平衡值（ecobalance）提升至0，而不能提高大於0以上。[6][8]
- Eco：領袖為建立者、精神導師Seamus Green。此陣營代表是The Eden Initiative。是2070年地球上最具影響力的環境保護組織。Eco仰賴綠色科技建立城市，講求與自然共同發展。Eco陣營在初期發展緩慢，但經濟是穩步成長、向上攀升直到遊戲結束。Eco陣營電力以風力、太陽能為主。生活物資多是負面環境影響較少的產品。Eco陣營可將環境平衡值（ecobalance）提升至0以上，並得到正面環境影響加成。[6][8]
- Tech：超級智能AI：F.A.T.H.E.R.。此陣營代表是S.A.A.T.。他們是由發明家與水下世界的科學家所組成，他們是遊戲協助AI—E.V.E、方舟、水下建築物、潛艇、飛機和飛彈的設計者。生活物資多從水下世界取得，具有大量可研發科技，可在遊戲後期幫助玩家重新激活已逐漸耗盡的資源。本陣營在資料片「深海」有多種延伸。[6][8]

## 遊戲內容
遊戲時必須連上網路，方可獲得部分功能和投票機制。本作重視環境平衡（ecobalance）會以數值及環境災變作呈現。遊戲可自定義勝利條件或純粹發展城市，端看玩家選擇。初始將由方舟（Ark）為起點，逐步拓展島嶼或水下世界，發展城市，擊敗敵人。連續遊戲的方舟內物品及科技可跨存檔流通不受限制，但其他遊戲任務內則不行。
除了劇情任務和單一任務外，尚有以下幾種類型。

### 全球事件
本作有全球事件（World Events）的遊戲內容，是世界性的限時活動，當完成關卡時，能獲得永久性的獎勵及陣營點數。
- 第一次全球事件：Neo Skullz Pirates：玩家幫助全球議會對抗海盜的核武器威脅。
- 第二次全球事件：Project Eden：玩家幫助伊甸園陣營取得過濾空氣與水的環境科技，清除島嶼的汙染。
- 第三次全球事件：Global Distrust：玩家幫助全球信託擴張貿易路線和減少稅賦，吸引外地人口，用以預防全球經濟衰退。
- 第四次全球事件：The Nordamark Conflict：玩家須利用外交手段和核潛艇Orca，緩解伊甸園和全球信託陣營在Nordamark地區的紛爭。
- 第五次全球事件：The Secret of the Ebashi Trench：玩家須幫助S.A.A.T.陣營發展地熱發電科技，此事件與「深海」資料片有密切關聯。

### 每日任務
每日任務（Current Events）是每天可作任務，選擇陣營並完成後可得到50該陣營點數。任務內容約每個月循環一次。

### 投票任務
在本作中，政治將超越國界、種族和地域，以三大陣營作為世界議會及各陣營領袖作為總統的候選人，玩家可投票給您所喜愛的陣營，投票結束後，可在遊戲中使用當選的該陣營特殊功能。

## 追加下載內容(DLC)
2012年2月13日釋出第一款DLC
- The Keeper Package
- The Development Package
- The Eden Series Package

2012年3月26日釋出第二款DLC
- The Central Statistical Package
- The Crisis Response Package
- The Distrust Series Package

第三款DLC
- The E.V.E. Package
- The Silent Running Package
- The Nordamark Line Package

## 評價
本作在釋出前都有不錯的評價，被認為是歷代最佳。

## 資料片
2012年10月4日推出「深海」資料片，內容包含新的地熱發電系統，以及新的環境災害--海嘯。

## 外部連結
- 遊戲英文官網